# Катастрофа C-47 в Сукове
Катастрофа C-47 в Сукове — авиационная катастрофа гражданского самолёта Douglas C-47 Skytrain компании Аэрофлот, произошедшая в четверг 31 января 1946 года близ Сукова (Московская область, в настоящее время район Солнцево, Москва), в результате которой погибли три человека.

## Самолёт
Рейс выполнял Douglas C-47 Skytrain с регистрационным номером СССР-Л854 (заводской — 12225 или 42-92426).

## Экипаж
- Командир корабля — Воробьёв А. Д.
- Второй пилот — Егоров
- Бортмеханик — Горин
- Бортрадист — Бондаренко
- Бортрадист-стажер — Гуржий

## Катастрофа
Самолёт выполнял короткий перегоночный рейс в пределах Москвы с аэропорта Быково в аэропорт Внуково, где уже должна была выполняться загрузка. Полёт проходил на высоте 250 метров, а с момента вылета прошло 15 минут, когда вдруг отказал левый двигатель. Поблизости находился аэродром Суково, к которому экипаж и направил машину, при этом пытаясь зафлюгировать левый воздушный винт. Однако левый воздушный винт зафлюгировать не удалось, из-за чего тот создавал повышенное аэродинамическое сопротивление, а отвлекаясь на него, забыли убрать рычаг смесеобразования в исправном правом двигателе из положения «Автоматическое обеднение». Затем когда лайнер начал заходить на посадку в Сукове, бортмеханик Горин вдруг увидел, что на панели горит красная лампа невыпуска шасси, поэтому в панике закричал: Шасси не дошло, на второй круг! Не успев осознать ситуацию, командир Воробьёв тут же с высоты всего 1 метр и на одном исправном двигателе начал уходить. Так как на борту был только один исправный двигатель (правый) из двух, то нагрузка на него возросла. С учётом, что режим обеднения не был включён, правый двигатель быстро перегрелся, а затем отказал. Потеряв управление, машина свалилась в штопор и врезалась в лес. Второй пилот и бортрадист получили тяжёлые ранения, но выжили. Три остальных члена экипажа погибли.

## Причины
Согласно заключению комиссии, отказ левого двигателя произошёл из-за разрушения коленчатого вала. Дальнейшие несогласованные действия экипажа привели к тому, что при уходе на второй круг отказал и правый двигатель. Что до горящей лампы сигнализации о невыпуске шасси, то он оказался ложным и также был вызван ошибкой в действиях экипажа — штурман забыл поставить ручку механического замка шасси в положение «заперто», а рукоятку крана выпуска шасси перевести в нейтральное положение. Вообще в данном составе экипаж летал впервые, а у командира Воробьёва это был всего лишь третий самостоятельный полёт.